# Asadipus
Asadipus is een geslacht van spinnen uit de  familie van de Lamponidae.

## Soorten
- Asadipus areyonga Platnick, 2000
- Asadipus auld Platnick, 2000
- Asadipus banjiwarn Platnick, 2000
- Asadipus baranar Platnick, 2000
- Asadipus barant Platnick, 2000
- Asadipus barlee Platnick, 2000
- Asadipus bucks Platnick, 2000
- Asadipus cape Platnick, 2000
- Asadipus croydon Platnick, 2000
- Asadipus humptydoo Platnick, 2000
- Asadipus insolens (Simon, 1896)
- Asadipus julia Platnick, 2000
- Asadipus kunderang Platnick, 2000
- Asadipus longforest Platnick, 2000
- Asadipus mountant Platnick, 2000
- Asadipus palmerston Platnick, 2000
- Asadipus phaleratus (Simon, 1909)
- Asadipus uphill Platnick, 2000
- Asadipus woodleigh Platnick, 2000
- Asadipus yundamindra Platnick, 2000